# Bermudas nos Jogos Olímpicos de Verão de 1956
Bermudas participou dos Jogos Olímpicos de Verão de 1956 em Melbourne, Austrália.